# Schwarz-Weiß Giesenkirchen
Schwarz-Weiß Giesenkirchen (offiziell: Verein für Leibesübungen Schwarz-Weiß Giesenkirchen e. V.) war ein Sportverein aus dem Mönchengladbacher Stadtteil Giesenkirchen. Die erste Fußballmannschaft spielte vier Jahre in der höchsten niederrheinischen Amateurliga.

## Geschichte
Der Verein wurde im Jahre 1909 durch die Fusion der Vereine TC Pfeil Giesenkirchen und den Sportfreunden Sturm Giesenkirchen gegründet. Der entstandene Verein Schwarz-Weiß Giesenkirchen trat ab 1920 kurzzeitig wieder als TC Pfeil Giesenkirchen an, bevor er zu seinem alten Namen zurückkehrte. Sportlich gelang im Jahre 1931 der Aufstieg in die seinerzeit zweitklassige 1. Bezirksklasse Rhein. Dort wurden die Schwarz-Weißen zwei Jahre später Vizemeister hinter Eintracht München-Gladbach.
1947 gehörten die Giesenkirchener zu den Gründungsmitgliedern der Landesliga Niederrhein, der seinerzeit höchsten Amateurliga. Aus dieser stieg die Mannschaft prompt ab und fand sich bereits 1950 in der Kreisklasse wieder. Zwei Jahre später gelang der Wiederaufstieg in die Bezirksklasse. Nach dem sofortigen Wiederabstieg kehrten die Schwarz-Weißen erst 1956 in die Bezirksklasse zurück. Sechs Jahre später gelang dann der Aufstieg in die Landesliga. Der erneute Abstieg aus der Landesliga folgte im Jahre 1964, bevor der Verein sich in untere Spielklassen verabschiedete.

## Nachfolgeverein DJK/VfL Giesenkirchen
Im Jahre 1981 fusionierte der VfL Giesenkirchen mit dem DJK TuRa 05/07 Giesenkirchen zur DJK/VfL Giesenkirchen. Die erste Mannschaft spielte von 1989 bis 1992 erstmals in der Landesliga. Nach mehreren Jahren in der Bezirksliga mussten die Giesenkirchener im Jahre 2001 in die Kreisliga A absteigen. Nachdem der direkte Wiederaufstieg gelungen war, wurde die Mannschaft zwischen 2004 und 2006 dreimal in Folge Vizemeister, bevor im Jahre 2007 die Rückkehr in die Landesliga gelang. Hier hielten sich die Giesenkirchener bis 2010, ehe es hinunter in die Bezirksliga ging. Während der Saison 2012/13 zog der Verein seine Mannschaft aus der Bezirksliga zurück und startete im Jahre 2013 wieder in der Kreisliga A. Drei Jahre später gelang der Aufstieg in die Bezirksliga, dem 2019 der dritte Aufstieg in die Landesliga folgte. Nach drei Jahren mussten die Giesenkirchener wieder in die Bezirksliga absteigen. Wegen Personalmangel musste die Mannschaft kurz vor Saisonende zurückgezogen werden.
Die Heimspiele werden auf der Bezirkssportanlage Puffkohlen ausgetragen, die an der gleichnamigen Straße liegt und 3000 Zuschauern Platz bietet. Es wird auf Kunstrasen gespielt. Die DJK/VfL Giesenkirchen brachte mit Fatmire Alushi (geb. Bajramaj) eine deutsche Nationalspielerin hervor.